# Premis del Sindicat Nacional de l'Espectacle de 1945
Els cinquens Premis Nacionals de Cinematografia concedits pel Sindicat Nacional de l'Espectacle corresponents a 1944 es van concedir el 8 d'octubre de 1945. Es va concedir únicament a les pel·lícules i no pas al director o als artistes, i es va distingir per la seva dotació econòmica: un total de 2.650.000 pessetes, repartits en dos premis de 400.000 pessetes, sis de 250.000 pessetes, un accèssit especial de 250.000 pessetes i un de 100.000 pessetes. Algunes d'elles havien estat declarades "d'interès nacional".

## Guardonats de 1945
| Categoria | Premi       | Pel·lícula premiada        | Director                   |
| --------- | ----------- | -------------------------- | -------------------------- |
| 1r. lloc  | 400.000 pts | Inês de Castro             | José Leitão de Barros      |
| 2n lloc   | 400.000 pts | Bambú                      | José Luis Sáenz de Heredia |
| 3r lloc   | 250.000 pts | Espronceda                 | Fernando Alonso Casares    |
| 4t lloc   | 250.000 pts | El obstáculo               | Ignasi F. Iquino           |
| 5è lloc   | 250.000 pts | El fantasma y Doña Juanita | Rafael Gil                 |
| 6è lloc   | 250.000 pts | Tierra sedienta            | Rafael Gil                 |
| 7è lloc   | 250.000 pts | Domingo de carnaval        | Edgar Neville              |
| 8è lloc   | 250.000 pts | Eugenia de Montijo         | José López Rubio           |
| 9è lloc   | 250.000 pts | El cigronet valent         | Artur Moreno               |
| 10è lloc  | 100.000 pts | El destino se disculpa     | José Luis Sáenz de Heredia |